# Gerbera
Gerbera (Gerbera) je rod okrasných rostlin z řádu hvězdnicotvaré (Asterales) a čeledi hvězdnicovitých (Asteraceae). Byla pojmenována na počest německého botanika a přírodovědce Traugotta Gerbera († 1743), který podnikal rozsáhlé cesty po Rusku a byl přítelem Carola Linnaea.
Je rozšířena v Jižní Americe, Africe a tropické Asii. První vědecký popis gerbery byl publikován J. D. Hookerem v botanickém časopisu Curtis v roce 1889, když popisoval jihoafrický druh Gerbera jamesonii.

## Význam
Gerbera je komerčně významná. Podle údajů z květinové aukce FloraHolland v roce 2015 byla pátou nejprodávanější řezanou květinou (po růži, chryzantémě, tulipánu a lilii). Domestikované odrůdy jsou většinou výsledkem křížení mezi Gerbera jamesonii a jiným jihoafrickým druhem Gerbera viridifolia. Kříženec je známý jako Gerbera hybrida. Existují tisíce odrůd. Velmi se liší ve tvaru a velikosti. Barva může být bílá, žlutá, oranžová, červená, růžová. Střed květu je někdy černý. Často stejný květ může mít lístky několika různých barev. Je také používána jako modelový organismus při studiu tvorby květu.

## Druhy
- Gerbera ambigua, Sch. Bip.
- Gerbera delavayi, Franchet
- Gerbera jamesonii, Bolus ex Hooker f.
- Gerbera latiligulata, Y. C. Tseng
- Gerbera maxima, Beauverd
- Gerbera nivea, Schultz Bipontinus
- Gerbera raphanifolia, Franchet
- Gerbera rupicola, T. G. Gao & D. J. N. Hind
- Gerbera tanantii, Franchet